# 高铼酸钾
高铼酸钾是一种无机化合物，化学式为KReO4。

## 制备
高铼酸钾可用高铼酸或七氧化二铼与5%的氢氧化钾溶液反应得到。

## 物理性质
高铼酸钾熔点550℃，沸点约1370℃，沸腾时不分解。
100g水在0℃可以溶解0.36gKReO4，50℃3.3g。当存在其他钾盐时，溶解度减小。

## 扩展阅读
- 高纯高铼酸钾的制备[J]. 朱建平 何佩琳. 《化学世界》.1988年12期